# رودخانه رودبال
رودخانه رودبال رودخانه‌ای که در از ارتفاعات کوه های پهنابه در شهرستان نی‌ریز  شروع‌ و پس از عبور از دهستان ایج شهرستان استهبان به شهرستان داراب وارد شده و به سد رودبال می رسد و در نهایت به رودخانه شور ختم می شود. این رودخانه از منطقه رودبال عبور می کند و از سال ۱۳۸۲ تا ۱۳۹۴ و به مدت ۱۲ سال سد رودبال بر روی این رودخانه ساخته شده‌است.
وقوع سیل بی سابقه طی تابستان در تاریخ ۳۱ تیر ۱۴۰۱ در رودخانه رودبال باعث کشته شدن ۳۲ نفر گردید .